# Live Shit: Binge & Purge
Live Shit: Binge & Purge (estilizado Live Sh*t: Binge & Purge) es una caja recopilatoria que contiene el primer álbum en vivo de la banda Metallica, lanzado en 1993. Contiene 3 CD y 2 DVD, grabados en San Diego y Seattle. Fue grabado durante las giras "Damaged Justice" (Seattle '89),"Wherever We May Roam" (San Diego '92) y "Nowhere Else to Roam" (Ciudad de México '93)
El álbum contiene 3 CD con canciones de los 5 conciertos que dieron en la Ciudad de México entre los años 1992 y 1993. Originalmente fue lanzado como una caja de cartulina como si fuera equipo de una gira. Aparte de los CD y los DVD, la caja contiene material adicional como un libro en color de 75 páginas, un pase a camerinos, cabe a destacar que en este concierto asistieron una audiencia mayor a 75.000 personas, existe una versión promocional de 15 canciones divididas en 2 CD en las cuales están grabadas durante la giras "Damaged Justice", "Wherever We May Roam" y "Nowhere Else to Roam".

## Audio CD
Grabado en el Palacio de los Deportes, México DF, México el 25, 26 y 27 de febrero, y el 1 y 2 de marzo de 1993.
| Disco 1 | | |          |  |
| N.º     | Título | Escritor(es) | Duración |  |
| 1.      | «The Ecstasy of Gold / Enter Sandman»                                                                                         | Ennio Morricone / Kirk Hammett, James Hetfield, Lars Ulrich                                                                                       | 7:28     |  |
| 2.      | «Creeping Death» | Hammett, Hetfield, Cliff Burton, Ulrich | 7:28     |  |
| 3.      | «Harvester of Sorrow» | Hetfield, Ulrich | 7:19     |  |
| 4.      | «Welcome Home (Sanitarium)»                                                                                                   | Hammett, Hetfield, Ulrich | 6:39     |  |
| 5.      | «Sad but True» | Hetfield, Ulrich | 6:07     |  |
| 6.      | «Of Wolf and Man» | Hammett, Hetfield, Ulrich | 6:22     |  |
| 7.      | «The Unforgiven» | Hammett, Hetfield, Ulrich | 6:48     |  |
| 8.      | «Justice Medley - "Eye of the Beholder" - "Blackened" - "The Frayed Ends of Sanity" - "...And Justice for All" - "Blackened"» | - Hammett, Hetfield, Ulrich - Hetfield, Jason Newsted, Ulrich - Hammett, Hetfield, Ulrich - Hammett, Hetfield, Ulrich - Hetfield, Newsted, Ulrich | 9:38     |  |
| 9.      | «Solos de bajo y guitarra» | Hammett, Newsted | 18:49    |  |

| Disco 2 |                           |                                   |          |  |
| N.º     | Título                    | Escritor(es)                      | Duración |  |
| 1.      | «Through the Never»       | Hammett, Hetfield, Ulrich         | 3:47     |  |
| 2.      | «For Whom the Bell Tolls» | Hetfield, Burton, Ulrich          | 5:48     |  |
| 3.      | «Fade to Black»           | Hammett, Hetfield, Burton, Ulrich | 7:12     |  |
| 4.      | «Master of Puppets»       | Hammett, Hetfield, Burton, Ulrich | 4:35     |  |
| 5.      | «Seek & Destroy»          | Hetfield, Ulrich                  | 18:08    |  |
| 6.      | «Whiplash»                | Hetfield, Ulrich                  | 5:34     |  |

| Disco 3 |                                                  |                                                                                     |          |  |
| N.º     | Título                                           | Escritor(es)                                                                        | Duración |  |
| 1.      | «Nothing Else Matters»                           | Hetfield, Ulrich                                                                    | 6:22     |  |
| 2.      | «Wherever I May Roam»                            | Hetfield, Ulrich                                                                    | 6:33     |  |
| 3.      | «Am I Evil?» (Diamond Head cover)                | Sean Harris, Brian Tatler                                                           | 5:42     |  |
| 4.      | «Last Caress» (The Misfits cover)                | Glenn Danzig                                                                        | 1:25     |  |
| 5.      | «One»                                            | Hetfield, Ulrich                                                                    | 10:27    |  |
| 6.      | «So What? / Battery» (Anti-Nowhere League cover) | Nick "Animal" Kulmer, Chris "Magoo" Exall, Clive "Winston" Blake / Hetfield, Ulrich | 10:05    |  |
| 7.      | «The Four Horsemen»                              | Hetfield, Ulrich, Dave Mustaine                                                     | 6:08     |  |
| 8.      | «Motorbreath»                                    | Hetfield                                                                            | 3:14     |  |
| 9.      | «Stone Cold Crazy» (Queen cover)                 | Freddie Mercury, Brian May, Roger Taylor, John Deacon                               | 5:32     |  |

### San Diego
Grabado en el San Diego Sports Arena, San Diego, CA el 13 y 14 de enero de 1992.

#### VHS uno/DVD uno
1. "20min. Metallimovie"
2. "The Ecstasy of Gold"
3. "Enter Sandman"
4. "Creeping Death"
5. "Harvester of Sorrow"
6. "Welcome Home (Sanitarium)"
7. "Sad but True"
8. "Wherever I May Roam"
9. "My Friend of Misery Jam / Bass solo / Orion Jam"
10. "Through the Never"
11. "The Unforgiven"
12. "Justice Medley" ("Eye of the Beholder"/"Blackened"/"The Frayed Ends of Sanity"/"...And Justice for All"/"Blackened")
13. "Drum solo"
14. "Guitar solo"

#### VHS dos/DVD dos
1. "The Four Horsemen"
2. "For Whom the Bell Tolls"
3. "Fade to Black"
4. "Whiplash"
5. "Master of Puppets"
6. "Seek and Destroy"
7. "One"
8. "Last Caress"
9. "Am I Evil?"
10. "Battery"
11. "Stone Cold Crazy"

### Seattle
Grabado en el Seattle Coliseum, Seattle, el 29 y 30 de agosto de 1989.

#### VHS tres/DVD dos
1. "The Ecstasy of Gold"/"Blackened"
2. "For Whom the Bell Tolls"
3. "Welcome Home (Sanitarium)"
4. "Harvester of Sorrow"
5. "The Four Horsemen"
6. "The Thing That Should Not Be"
7. "Bass Solo"/"To Live Is to Die Jam"
8. "Master of Puppets"
9. "Fade to Black"
10. "Seek and Destroy"
11. "...And Justice for All"
12. "One"
13. "Creeping Death"
14. "Guitar Solo"/"Little Wing"
15. "Battery"/"The Frayed Ends of Sanity"
16. "Last Caress"
17. "Am I Evil?"
18. "Whiplash"
19. "Breadfan"

## Edición promocional
| Disc 1 |                                |          |  |
| N.º    | Título                         | Duración |  |
| 1.     | «Enter Sandman»                | 5:41     |  |
| 2.     | «Creeping Death»               | 7:43     |  |
| 3.     | «Harvester of Sorrow»          | 6:58     |  |
| 4.     | «Welcome Home (Sanitarium)»    | 6:58     |  |
| 5.     | «Sad but True»                 | 5:49     |  |
| 6.     | «Wherever I May Roam»          | 7:02     |  |
| 7.     | «The Unforgiven»               | 6:48     |  |
| 8.     | «The Thing That Should Not Be» | 6:34     |  |

| Disc 2 |                           |                                   |          |  |
| N.º    | Título                    | Escritor(es)                      | Duración |  |
| 1.     | «Nothing Else Matters»    | Hetfield, Ulrich                  | 6:23     |  |
| 2.     | «For Whom the Bell Tolls» | Hetfield, Burton, Ulrich          | 5:41     |  |
| 3.     | «Fade to Black»           | Hammett, Hetfield, Burton, Ulrich | 7:22     |  |
| 4.     | «Master of Puppets»       | Hammett, Hetfield, Burton, Ulrich | 9:04     |  |
| 5.     | «Seek and Destroy»        | Hetfield, Ulrich                  | 7:45     |  |
| 6.     | «One»                     | Hetfield, Ulrich                  | 8:19     |  |
| 7.     | «Battery»                 | Hetfield, Ulrich                  | 5:24     |  |

## Formación
- James Hetfield: Voz principal y guitarra rítmica.
- Lars Ulrich: Batería y percusiones.
- Kirk Hammett: Guitarra principal y voces.
- Jason Newsted: Bajo y voces.

- Datos: Q746325